# 中院通敏
中院 通敏（なかのいん みちとし）は、南北朝時代から室町時代初期にかけての公卿。官位は正四位下・参議、右中将。
大納言・中院通冬の二男。初名は通清。

## 経歴
以下、『公卿補任』、『尊卑分脈』の内容に従って記述する。
永徳元年（1381年）7月23日、参議に任ぜられる。この時、従四位上、右中将。永徳2年（1382年）8月14日、参議を辞した。至徳2年（1385年） 正四位下に昇叙か。康応元年（1389年） 名を通敏と改める。応永2年（1395年）7月6日、兄・通氏が権大納言在任のまま薨去。応永18年（1410年）出家か。法名は正綱。

## 系譜
- 父：中院通冬（1315-1363）
- 母：不詳
- 妻：不詳
  - 男子：中院房通
  - 女子：中院通淳室 - 中院通秀の母